# Provinca Thừa Thiên-Huế
Provinca Thừa Thiên Huế (vietnamsko [tʰɨə˨˩ tʰiən˧˧ hwe˧˦]) je provinca v regiji Severno osrednja obala Vietnama, približno v središču države. Na severu meji na provinco Quảng Trị, na jugu na provinci Quảng Nam in Đà Nẵng, na zahodu na Laos in na vzhodu na Južnokitajsko morje. Provinca ima 128 km obale, 22.000 ha lagun in več kot 200.000 ha gozda. V Huế je obsežen kompleks cesarskih grobnic in templjev.

## Etimologija
Ime province izhaja iz kitajsko-vietnamskega jezika 承天順化.

## Zgodovina
Zgodovina regije sega približno 20.800 let nazaj glede na arheološke najdbe iz kulture Sa Huynh in relikvije v regiji. Đại Việt je postal neodvisen narod okoli leta 938 našega štetja, od tega ozemeljski konflikt traja približno štiri stoletja med Đại Việtom in kraljestvom Champa. Obe provinci sta nato spremenili ime v Thanh in Hóa. Leta 1307 je cesar Trần Anh Tông imenoval Đoàn Nhữ Hàija za upravljanje območja. Ljudje s severa (Thanh Hóa) so migrirali proti jugu in se integrirali z ljudmi iz kraljestva Champa. V tem času se je začela poselitev province Hoa Chau, ki je vključevala območje današnje Thừa Thiên.
Od naselitve Thuận Hóa (1306) do ustanovitve Phú Xuân (1687) so bili konflikti in negotovosti za lokalno prebivalstvo, vključno s padcem dinastije Trần do renesanse dinastije Hồ. Thuận Hóa in Phú Xuân sta postala lokacija kraljestva Đại Việt, ko je bil Nguyễn Hoàng imenovan za vodjo Thuận Hóa (1511–1558). Lord Nguyễn Hoàng (1558–1613) je ustanovil oporišča v Ai Tuju, Tra Batu in Dinh Catu, medtem ko so njegovi gospodarji preselili palače v Kim Long (1636), kjer so sčasoma imeli sedež svojih operacij v Phú Xuânu (1687). Lordi Nguyễn so vladali območju, dokler ni leta 1775 prevzel klana Trinh. Gibanje kmetov pod vodstvom bratov Tây Sơn je dobilo zagon leta 1771. Uporniška vojska Tây Sơn je zmagala v bitki pri Phú Xuânu in leta 1786 prevzela prestolnico Nguyễn, kjer so nadaljevali proti severu in strmoglavili dinastijo Trinh. V Phú Xuânu se je Nguyễn Huệ imenoval za kralja in zaradi notranjih razhajanj z gibanjem Tây Sơn in smrti Nguyễn Huệja (1792) je Nguyễn Ánh izkoristil situacijo in s podporo tujih sil prevzel Gia Định. Nguyễn Ánh se je pridružil gibanju Tây Sơn in prevzel Phú Xuân in prestol ter si tako izbral dinastijo Gia Long (1802). Phú Xuân je bil znova izbran za glavno mesto Vietnama do avgustovske revolucije leta 1945. Pred letom 1975 je bila provinca znana preprosto kot Thừa Thiên.
Pokrajina je znana kot območje hudih spopadov med vietnamsko vojno, saj je bila druga najsevernejša provinca Južnega Vietnama, blizu severnovietnamske meje (DMZ) na 17. vzporedniku. V tej provinci je umrlo več ameriških vojakov kot v kateri koli drugi provinci v Vietnamu (2.893). Tu se je zgodil pokol v Huế; približno 2800 do 6000 civilistov in vojnih ujetnikov vojske Republike Vietnam (ARVN) je pobil Việt Cộng. Provinca Thừa Thiên Huế je kmalu po koncu vietnamske vojne doživela velik pritok severnovietnamskih naseljencev, tako kot preostali del nekdanjega juga. 
To provinco in sosednjo provinco Quảng Nam sta močno prizadele poplave novembra 1999. Poplave je povzročil niz neurij, ki so oktobra in novembra v osrednji del države prinesla močno deževje. Prva nevihta, ki je udarila, je bila tropska nevihta Eve 19. oktobra, glavni dogodek pa se je zgodil od 1. do 6. novembra. Skupno je življenje izgubilo 595 ljudi, 55.000 pa jih je ostalo brez domov. Poplave so v regiji povzročile 290 milijonov dolarjev škode in povzročile dodatnih 490 milijonov dolarjev gospodarske izgube. Ocenjuje se, da so poplave prizadele 1,7 milijona ljudi v osrednjih provincah Vietnama.

## Geografija
Provinca Thừa Thiên Huế meji na provinco Quảng Trị na severu, mesto Đà Nẵng na vzhodu, provinco Quảng Nam na jugu in province Savannakhet, Salavan in Sekong v Laosu na zahodu. Skozi provinco teče Dišeča reka (v vietnamščini imenovana Sông Hương ali Hương Giang). V provinci je tudi laguna Tam Giang-Cau Hai, največja laguna v jugovzhodni Aziji, ki je dolga 68 kilometrov s površino 220 kvadratnih kilometrov. Pokrajino sestavljajo štiri različna območja: gorsko območje, hribi, ravnine in lagune, ločene od morja s peščenimi nasipi. Ima 128 kilometrov plaž. Gore, ki pokrivajo več kot polovico celotne površine province, so vzdolž zahodne in jugozahodne meje province, njihova višina pa se giblje od 500 m do 1480 metrov. Hribi so nižji, med 20 m in 200 metri, z nekaterimi točkami na 400 metrih in zavzemajo približno tretjino površine province, med gorami in ravninami. Ravnine predstavljajo približno desetino površine, z višino le do 20 metrov nad morsko gladino. Med hribi so lagune, ki zavzemajo preostalih pet odstotkov površine province.
Narodni park Bạch Mã je zaščiteno območje v bližini mesta Hué. Ima površino 220 kvadratnih kilometrov in obsega tri cone: strogo varovano osrednje območje, upravno območje in varovalni pas. Podnebje je na splošno podobno osrednjemu Vietnamu: tropsko monsunsko podnebje. V ravninah in hribih je povprečna letna temperatura 25 °C, v gorah pa le 21 °C (statistični letopis 2004). Hladna sezona je od novembra do marca s hladnimi severovzhodnimi vetrovi. Najnižja povprečna mesečna temperatura je januarja: 20 °C. V hladni sezoni lahko temperature v nižinah padejo na 12 °C, relativna vlažnost pa je visoka, med 85 in 95 odstotki. Nato sledi toplejše obdobje od aprila do septembra s povprečnimi mesečnimi temperaturami do 29 °C v juliju, ki včasih dosežejo do 41 °C. Julija je zelo vlažno, vendar je relativna vlažnost nižja, včasih do 50 odstotkov.
Letna količina padavin v provinci je 3200 milimetrov, vendar obstajajo pomembne razlike. Odvisno od leta je lahko letno povprečje od 2500 do 3500 milimetrov v ravninah in 3000 do 4500 milimetrov v gorah. V nekaterih letih je lahko količina padavin veliko večja in v gorah doseže več kot 5000 milimetrov. Deževno obdobje traja od septembra do decembra – v teh mesecih pade približno 70 odstotkov padavin. Padavine se pogosto pojavljajo v kratkih močnih izbruhih, ki lahko povzročijo poplave in erozijo z resnimi družbenimi, gospodarskimi in okoljskimi posledicami. Poplave novembra 1999 so povzročile 600 smrtnih žrtev in prizadele 600.000 domov. (Comité des inondations, 1999).

## Rastlinstvo in živalstvo
Odročna regija, znana kot »zeleni koridor«, je dom številnim vrstam. Kot je 26. septembra 2007 izjavil Chris Dickinson iz Svetovnega sklada za naravo (WWF), so leta 2005 in 2006 tam našli nove vrste kač, metuljev in orhidej. Znanstveniki so odkrili 11 novih vrst rastlin in živali, vključno s kačo, dvema metuljema in petimi vrstami orhidej brez listov. Nova vrsta kače je beloustna kobilica (Hebius leucomystax). Novi vrsti metuljev sta trakasti skakač iz rodu debelogalvčki (Hesperiinae) in drugi iz Satyrinae (rjavi, iz poddružine pisančki). Nove rastlinske vrste vključujejo tudi eno iz rodu Aspidistra in strupeno trajnico Arum.

## Upravne enote
Provinca Thừa Thiên Huế je razdeljena na 9 pododdelkov na ravni okrožja:
- 6 okrožij:

- Okrožje A Lưới
- Okrožje Nam Đông|
- Okrožje Phong Điền
- Okrožje Phú Lộc
- Okrožje Phú Vang
- Okrožje Quảng Điền

- 2 mesti na ravni okrožja:

- Hương Thủy
- Hương Trà

- 1 provincialno mesto:
  - Huế (velika črka)

Nadalje so razdeljeni na 8 mest na ravni občin (ali naselij), 105 občin in 39 okrajev.

## Demografija
Povprečno število prebivalcev province je 1.143.572, od tega približno 567.253 moških in 576.319 žensk. Podeželskega prebivalstva je približno 587.516, mestnega pa 556.056 (2015).
| Največja mesta ali okrožja v provinci Thừa Thiên Huế (2015) | Največja mesta ali okrožja v provinci Thừa Thiên Huế (2015) | Največja mesta ali okrožja v provinci Thừa Thiên Huế (2015) | Največja mesta ali okrožja v provinci Thừa Thiên Huế (2015) | Največja mesta ali okrožja v provinci Thừa Thiên Huế (2015) |
| Rang                                                        | Ime                                                         | Tip                                                         | Okrožje                                                     | Št. prebivalcev                                             |
| ----------------------------------------------------------- | ----------------------------------------------------------- | ----------------------------------------------------------- | ----------------------------------------------------------- | ----------------------------------------------------------- |
| 1                                                           | Huế                                                         | provincialno mesto                                          |                                                             | 354.124                                                     |
| 2                                                           | Hương Trà                                                   | okrožno mesto                                               |                                                             | 116.147                                                     |
| 3                                                           | Hương Thủy                                                  | mesto                                                       |                                                             | 101.353                                                     |
| 4                                                           | Thuận An                                                    | občina                                                      | okraj Phú Vang                                              | 21.220                                                      |
| 5                                                           | Phú Đa                                                      | občina                                                      | okraj Phú Vang                                              | 12.381                                                      |
| 6                                                           | Lăng Cô                                                     | občina                                                      | okraj Phú Lộc                                               | 12.177                                                      |
| 7                                                           | Phú Lộc                                                     | občina                                                      | okraj Phú Lộc                                               | 10,613                                                      |
| 8                                                           | Sịa                                                         | občina                                                      | okraj Quảng Điền                                            | 10.583                                                      |

## Gospodarstvo
Maloprodaja blaga in storitev (trgovina, hoteli, restavracije, turizem) v provinci znaša 10.960,6 milijarde đồng ali 0,9 odstotka v državi. To je v primerjavi z 12,7 odstotka za Hanoj in 23,5 odstotka za Hošiminh (2009) precej manj. Provinca ima več kot 120 km obale, ki zagotavlja industrijo morske hrane, ki proizvede več kot 40.000 ton/leto več kot 500 vrst rib.
Obstaja več kot 100 rudnikov mineralov in nemineralnih surovin, pri čemer večino sestavljajo apnenec, granit in kaolin.
Umetnost (npr. leseni izdelki, tkanine, pohištvo, umetnine iz papirja, keramika), literatura (učbeniki) in začinjena kuhinja (vključno s posušeno in vegetarijansko hrano) so glavni izvozni izdelki te regije. Izvrstni, po meri narejeni áo dài (vietnamska dolga obleka) in nón lá (stožčasti klobuk) sta spominka za tuje obiskovalce in čezmorske Vietnamce. Sposobnost izdelovanja igrač, oblikovanja luči, oblikovanja posebnih papirjev in izdelovanja figuric so domače veščine. Na tem območju, zaradi zadostne količine dežja vsako leto, gojijo sadje kot so rambutan (Nephelium lappaceum), nangka (Artocarpus heteropyllus), liči, durian, pitaja, karambola (Averrhoa carambola), mangostan (Garcinia mangostana), kokos in kumkvat.
V Huếju so številne zgodovinske stavbe, ki so večinoma dediščina iz časa prestolnice dinastije Nguyễn (1802–1945), vključno s Kraljevo citadelo, stolpom z zastavo, kraljevo palačo in kraljevimi grobnicami. Prepovedano vijolično mesto v Huếju je bilo nekoč rezervirano za kraljevo družino, vendar je bilo med vietnamsko vojno močno poškodovano. Zunaj mesta je verski kraj, znan kot Nam Giao Hill (Nebeški oltar). Hue Brewery Ltd. je na Hương Giang v Huếju s prepoznavno blagovno znamko v osrednjem Vietnamu. Pivovarna je v skupni lasti države in zasebnega sektorja in je bila ustanovljena leta 1990 z začetno naložbo 2,4 milijona USD z zmogljivostjo 3 milijone litrov/leto, ki je leta 2007 narasla na zmogljivost 100 milijonov litrov/leto.